# Lyman Page

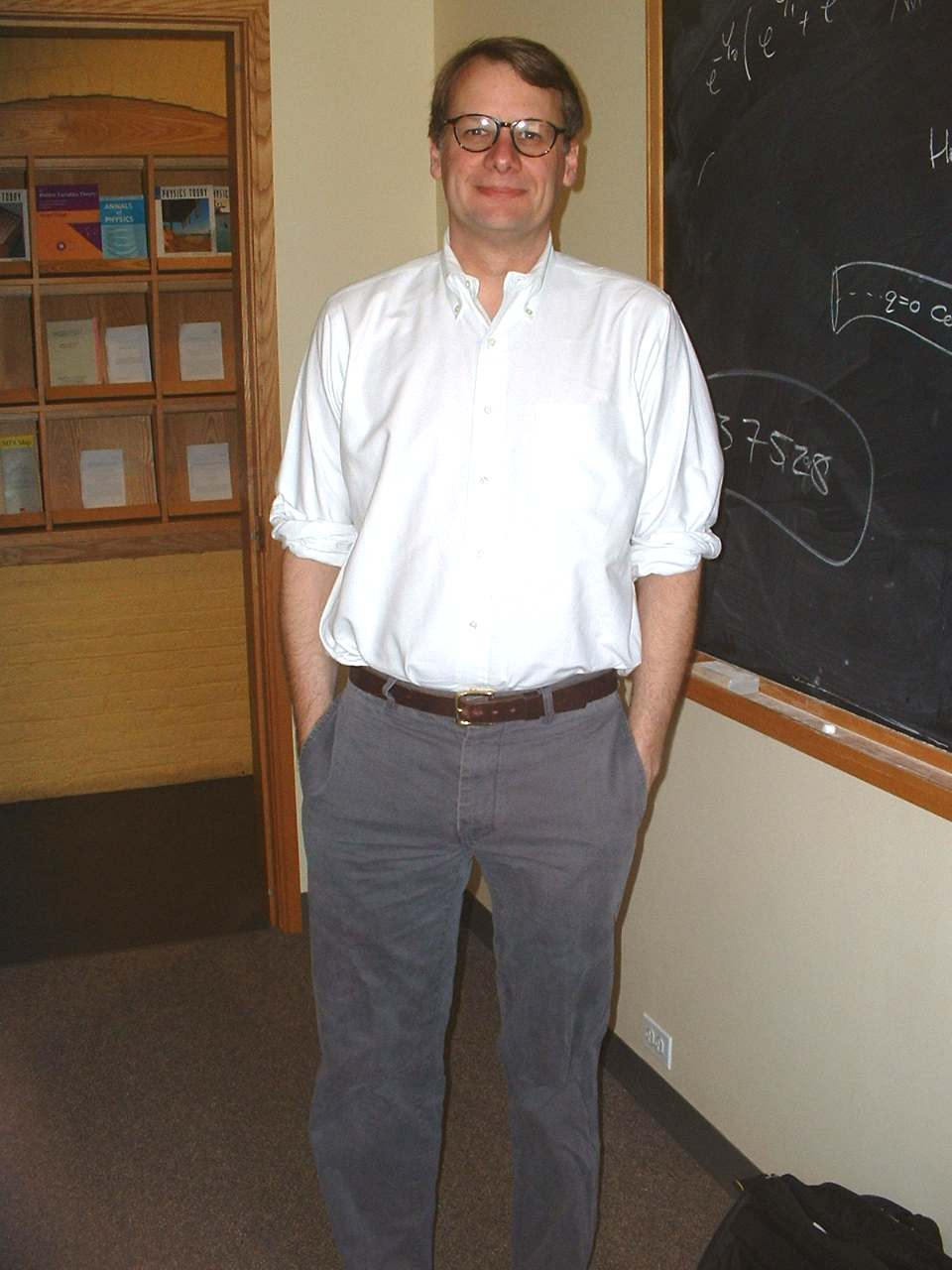
Lyman Page

Lyman Alexander Page Jr. (* 24. September 1957) ist ein US-amerikanischer Physiker und Professor an der Princeton University.
Page erhielt seinen B.A. am Bowdoin College in Brunswick 1978. Den Ph.D. machte er 1989 am Massachusetts Institute of Technology, Cambridge. Von 1991 bis 1995 war er Assistenzprofessor für Physik in Princeton und bis 1998 außerordentlicher Professor, um dann bis 2005 als ordentlicher Professor zu wirken. Seitdem ist er Henry DeWolf Smyth Professor of Physics in Princeton. Er war beim Projekt WMAP der zuständige Leiter für den Kooperationspartner Universität Princeton.

## Auszeichnungen
- 1987–1989: NASA Graduate Student Researchers Program Fellowship
- 1992 & 1994: Princeton Engineering Council Teaching Award
- 1993: National Science Foundation NYI Award
- 1994: David and Lucile Packard Fellowship
- 1994: Research Corporation Cottrell Scholar
- 2003: Primakoff Lectureship
- 2003: Marc Aaronson Lectureship & Prize
- 2004: Fellow of the American Academy of Arts and Sciences
- 2006: Member of the National Academy of Sciences
- 2006: Philips Lectureship
- 2010: Shaw Prize
- 2015: Gruber-Preis für Kosmologie
- 2018: Marcel Grossmann Award

## Veröffentlichungen
- Das kleine Buch der Kosmologie. Finanzbuch Verlag, München 2024, ISBN 978-3-95972-774-7 (englisch: The little book of cosmology. Princeton 2020. Übersetzt von Karsten Petersen).